# Симфония № 4 (Нильсен)
Симфония № 4 «Неугасимое», соч. 29, FS 76 — сочинение Карла Нильсена, написанное между 1914 и 1916 годами. Премьера симфонии состоялась 1 февраля 1916 года. Произведение изображает события Первой мировой войны.
Типичная продолжительность композиции ― 40 минут.

## Структура
Симфония состоит из четырёх частей, которые исполняются без перерывов:
1. Allegro

1. Poco allegretto

1. Poco adagio quasi andante

1. Allegro

## Исполнительский состав
- 3 флейты
- 3 гобоя
- 3 кларнета
- 3 фагота
- 4 валторны in F
- 3 трубы in C
- 3 тромбона
- туба
- литавры
- струнные